# YUKI concert tour“Flyin' High”'14〜'15
『YUKI concert tour“Flyin’ High”’14〜’15』は2016年2月24日にリリースされたYUKIのライブ・ビデオ。

## 概要
2014年10月から2015年1月にかけて行われたツアーYUKI concert tour“Flyin’ High”’14〜’15から1月のNHKホール公演の模様を映像化。

## 収録曲
1. Breakin’ High
2. 誰でもロンリー
3. JOY
4. Jodi Wideman
5. 波乗り500マイル(feat.KAKATO)
6. 相思相愛
7. プリズム
8. 君はスーパーラジカル
9. It’s like heaven
10. ティンカーベル
11. スリーエンジェルス
12. 長い夢
13. わたしの願い事
14. ポートレイト
15. ワンダーライン
16. ランデヴー
17. STARMANN
18. 坂道のメロディ
19. カ・リ・ス・マ in the dark
20. fly
21. 真夜中の恋人
22. 鳴いてる怪獣
23. はみだせ ラインダンスから

## ツアー日程
- 2014.10.12（日）埼玉県・戸田市文化会館
- 2014.10.13（月・祝）埼玉県・戸田市文化会館
- 2014.10.21（火）兵庫県・神戸国際会館 こくさいホール
- 2014.10.22（水）兵庫県・神戸国際会館 こくさいホール
- 2014.11.2（日）高知県・高知県立県民文化ホール オレンジホール
- 2014.11.3（月・祝）香川県・アルファあなぶきホール 大ホール
- 2014.11.8（土）新潟県・新潟県民会館
- 2014.11.9（日）新潟県・新潟県民会館
- 2014.11.15（土）広島県・広島文化学園HBGホール
- 2014.11.16（日）広島県・広島文化学園HBGホール
- 2014.11.22（土）宮城県・仙台サンプラザホール（体調不良により中止・延期）
- 2014.11.23（日・祝）宮城県・仙台サンプラザホール （体調不良により中止・延期）
- 2014.12.2（火）埼玉県・大宮ソニックシティ 大ホール
- 2014.12.3（水）埼玉県・大宮ソニックシティ 大ホール
- 2014.12.8（月）神奈川県・神奈川県民ホール 大ホール
- 2014.12.9（火）神奈川県・神奈川県民ホール 大ホール
- 2014.12.15（月）大阪府・大阪フェスティバルホール
- 2014.12.16（火）大阪府・大阪フェスティバルホール
- 2014.12.20（土）北海道・ニトリ文化ホール
- 2014.12.21（日）北海道・ニトリ文化ホール
- 2015.1.10（土）福岡県・福岡サンパレス
- 2015.1.11（日）福岡県・福岡サンパレス
- 2015.1.16（金）愛知県・名古屋国際会議場センチュリーホール
- 2015.1.17（土）愛知県・名古屋国際会議場センチュリーホール
- 2015.1.21（水）東京都・NHKホール
- 2015.1.22（木）東京都・NHKホール
- 2015.1.28（水）宮城県・仙台サンプラザホール
- 2015.1.29（木）宮城県・仙台サンプラザホール